# Браун, Бобби Кристина
Бобби Кристина Браун (англ. Bobbi Kristina Brown; 4 марта 1993, Ливингстон, Нью-Джерси — 26 июля 2015, Дулут, Гуиннетт, Джорджия, США) — американская медийная персона, певица, дочь американской певицы Уитни Хьюстон (1963—2012)  и R&B-исполнителя Бобби Брауна (род. 1969). Внучка певицы 1960-х годов Сисси Хьюстон (1933—2024).

## Биография
Бобби Кристина «Крисси» Браун родилась 4 марта 1993 года в Ливингстоне, Нью-Джерси, в семье Уитни Хьюстон и Бобби Брауна. Семья Браун включает в себя Сисси Хьюстон (мать Уитни), Дайон Уорвик (кузина Уитни), дядю Гари Гарланда (старший брат Уитни).
Детство Кристины Браун СМИ характеризуют как тяжёлое, в основном из-за папарацци и публичных скандалов Уитни и Бобби в отношении к наркотикам. Первое публичное появление Кристины состоялось в 1994 году, когда Уитни выиграла American Music Awards и взяла её с собой на сцену.
Уитни Хьюстон скончалась 11 февраля 2012 года в номере отеля, и после этого у Кристины Браун наступил тяжёлый период. Девушка не раз попадала в больницу из-за нервных срывов, и родственники опасались, что она может повторить трагическую судьбу матери и начать употреблять наркотики.
В октябре 2014 года Кристина объявила о своей помолвке с Ником Гордоном (1989—2020), которого прежде называла «большим братом». Свадьба состоялась 9 января 2015 года.
31 января 2015 года Кристина Браун была найдена в ванной комнате без сознания, она лежала головой в воде. После этого девушка впала в кому, и 11 февраля 2015 года (в день смерти мамы) врачи хотели отключить её от аппаратов жизнеобеспечения. Кристину перевели в хоспис, и в ночь на 27 июля 2015 года она скончалась на 23-м году жизни.

### На английском языке
- Halperin, Ian (2015). Whitney and Bobbi Kristina. Gallery Books, 304 pages. ISBN 978-1-5011-2074-9